# Laraki Fulgura
Fulgura (sau Laraki Fulgura) este prima mașină supersport de origine marocană și primul automobil realizat de către compania Laraki.Acesta a fost proiectat și construit în Casablanca, Maroc.
Laraki Fulgura a fost prima tentativă a companiei de a crea un automobil sport. Ea a fost prezentată la Salonul Auto de la Geneva din 2002, versiunea pentru producție a debutat un an mai târziu în cadrul aceluiași salon auto. Modelul a suferit un facelift în anul 2005.
Automobilul este apreciat pentru designul exotic.Acesta este bazat pe cadrul Lamborghiniului Diablo, având un motor de quad-turbo 6.0L V12 de Mercedes-Benz ce produce 920 CP fiind cuplat la o cutie manuală cu 6 trepte. Caroseria este construită din fibră de carbon.Prețul unui astfel de automobil este în jur de $555,750.
Viteza maximă estimativă a automobilului este de 398 de km/h, iar accelerația de la 0 la 100 km/h se realizează în 3,3 secunde.